# B (film)
Pour les articles homonymes, voir B.
Pour plus de détails, voir Fiche technique et Distribution.
B est un film espagnol réalisé par David Ilundain, sorti en 2015.

## Synopsis
Luis Bárcenas, ancien sénateur, gestionnaire et trésorier du Parti populaire, est interrogé par le juge d'instruction sur les scandales de corruption pour lesquels il est mis en cause.

## Fiche technique
- Titre : B
- Réalisation : David Ilundain
- Scénario : David Ilundain d'après la pièce de théâtre de Jordi Casanovas
- Photographie : Ángel Amorós
- Montage : Marta Velasco
- Production : Valérie Delpierre et Carolina González
- Société de production : Bolo Audiovisual, Inicia Films, Settembre Films et Verkami
- Pays de production :  Espagne
- Genre : Biopic et drame
- Durée : 80 minutes
- Date de sortie : 
  - Espagne : 20 septembre 2015

## Distribution
- Pedro Casablanc : Luis Bárcenas
- Manolo Solo : le juge Ruz
- Pedro Civera : Javier Gómez de Liaño
- Eduardo Recabarren : Gonzalo Boyen
- Patxi Freytez : Enrique Santiago
- Celia Castro : María Dolores Márquez de Prado
- Enric Benavent : José Mariano Benítez de Lugo
- Ramón Ibarra : Miguel Durán

## Distinctions
Le film a été nommé pour trois prix Goya.